# CBBC (chaîne de télévision)
 (décembre 2016).
Si vous disposez d'ouvrages ou d'articles de référence ou si vous connaissez des sites web de qualité traitant du thème abordé ici, merci de compléter l'article en donnant les références utiles à sa vérifiabilité et en les liant à la section « Notes et références ».
Cet article concerne la chaine de télévision. Pour la marque associée, voir CBBC
CBBC (Children's BBC) est une chaîne de télévision britannique, spécialisée dans les programmes pour enfants de 6 à 13 ans, produite par la BBC. Elle complète la programmation CBBC déjà présente sur les chaînes BBC One et BBC Two. Lancée le 11 février 2002, elle est accessible sur Freeview, sur le câble et le satellite, occupant le même canal que BBC Three. CBeebies est sa chaîne sœur, pour les enfants en dessous de 6 ans.